# 多紀町
多紀町（たきちょう）は、兵庫県多紀郡にあった町。現在の丹波篠山市の東端にあたる。本項では町制前の名称である多紀村（たきむら）についても述べる。

## 地理

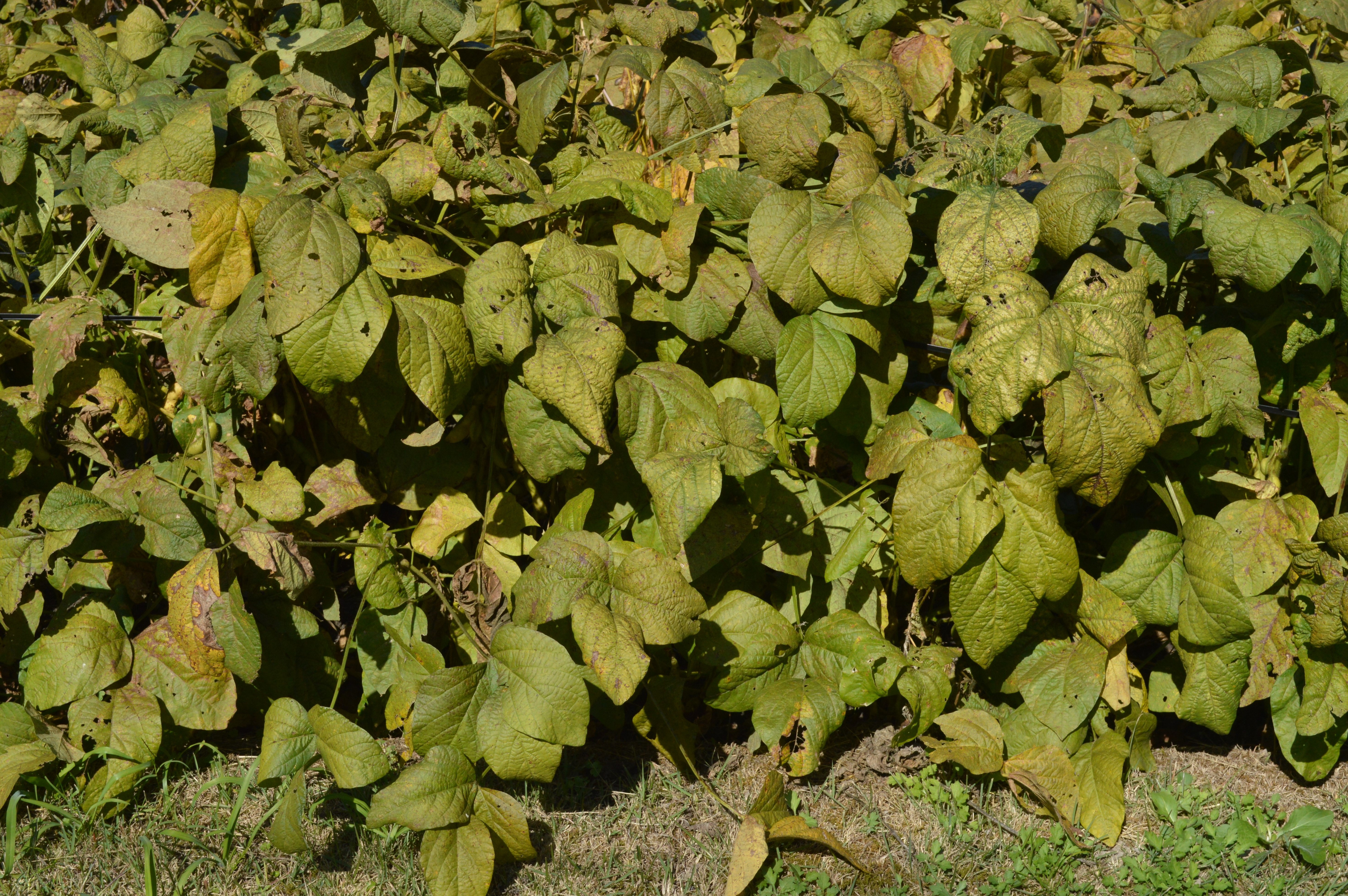
丹波黒大豆の大豆畑

合併後の2012年（平成24年）、福住地区の一部が国の重要伝統的建造物群保存地区（宿場町・農村集落）である丹波篠山市福住伝統的建造物群保存地区に選定された。
- 山岳：弥十郎ヶ嶽、畑山、八ヶ尾山、西山、雨石山、櫃ヶ嶽、三国岳
- 河川：篠山川、籾井川

## 歴史
- 1955年（昭和30年）4月15日 - 多紀郡福住村・大芋村・村雲村が合併して多紀村が発足。
- 1960年（昭和35年）1月1日 - 多紀村が町制施行して多紀町が発足。
- 1975年（昭和50年）3月28日 - 篠山町・城東町と合併し、改めて篠山町が発足。同日多紀町廃止。

## 交通

### 鉄道
- 日本国有鉄道
  - 篠山線（1972年廃止）
    - 村雲駅 - 福住駅

### 道路
- 国道173号

現在、旧村域を通過している国道372号は廃止直後の1975年4月1日に指定。
2019年時点では 神姫グリーンバスと 京阪京都交通の路線バスが走っている。